# Our Game
Our Game  (Brasil: Nosso Jogo / Portugal: O Nosso Jogo) é um romance de John le Carré publicado em 1995. O título refere-se ao Winchester College Football, já que os dois personagens principais estavam em Winchester muito antes do cenário do romance.

## Enredo
Aos 48 anos, Tim Cranmer é um agente secreto a viver uma reforma antecipada no Somerset profundo. Com a Guerra Fria travada e vencida, está livre para se dedicar ao seu solar de família, às vinhas e à amante, a jovem e bela Emma. Mas ao passado ninguém foge, e o passado de Tim vive a 30 quilómetros de distância, na pessoa do caótico Larry Pettifer, professor universitário radical e entediado, pinga amor e, durante 20 anos, multifacetado agente duplo de Tim contra a agora desaparecida ameaça comunista. E, entre os dois homens, existe Emma e uma rivalidade por resolver.
Entretanto, Larry e Emma desaparecem. E Tim embarca numa perseguição a ambos, transformando-se ele próprio em presa, ao seguir os amantes através do campo minado das suas novas lealdades.

## Ligações exteriores
- Our Game: A Novel[ligação inativa]